# Verbascum sinuatum
Il verbasco sinuoso (Verbascum sinuatum L., 1753) è una pianta angiosperma della famiglia delle Scrofulariacee.

## Descrizione
È una pianta erbacea biennale con fusto centrale e cilindrico. La pianta può raggiungere il metro d'altezza.
Le foglie sono oblungo-spatolate, lunghe fino a 35 cm, con margine sinuato-pennatifido e ondulato
Le foglie cauline hanno forma ovato-acuminata o lanceolata. 
I fiori sono raggruppati in infiorescenze ramose di 2-5 fiori sessili, che presentano corolla rotata, larga fino a 3 cm, gialla e dotata di 5 lobi poco profondi. Gli stami sono 5 e inseriti alla fauce. Il periodo di fioritura va da maggio ad agosto.
I frutti sono capsule a due valve, con numerosi semi.

## Distribuzione e habitat
Il verbasco sinuoso è diffuso nel bacino del Mediterraneo e in Medio Oriente. In Italia è comune in tutto il territorio, sebbene si trovi più frequentemente nelle zone costiere. 
L'habitat di questa pianta è rappresentato da campi incolti, prati, bordi delle strade, su terreni sabbiosi; frequente anche nei retrospiaggia e altre zone litoranee.

## Galleria d'immagini

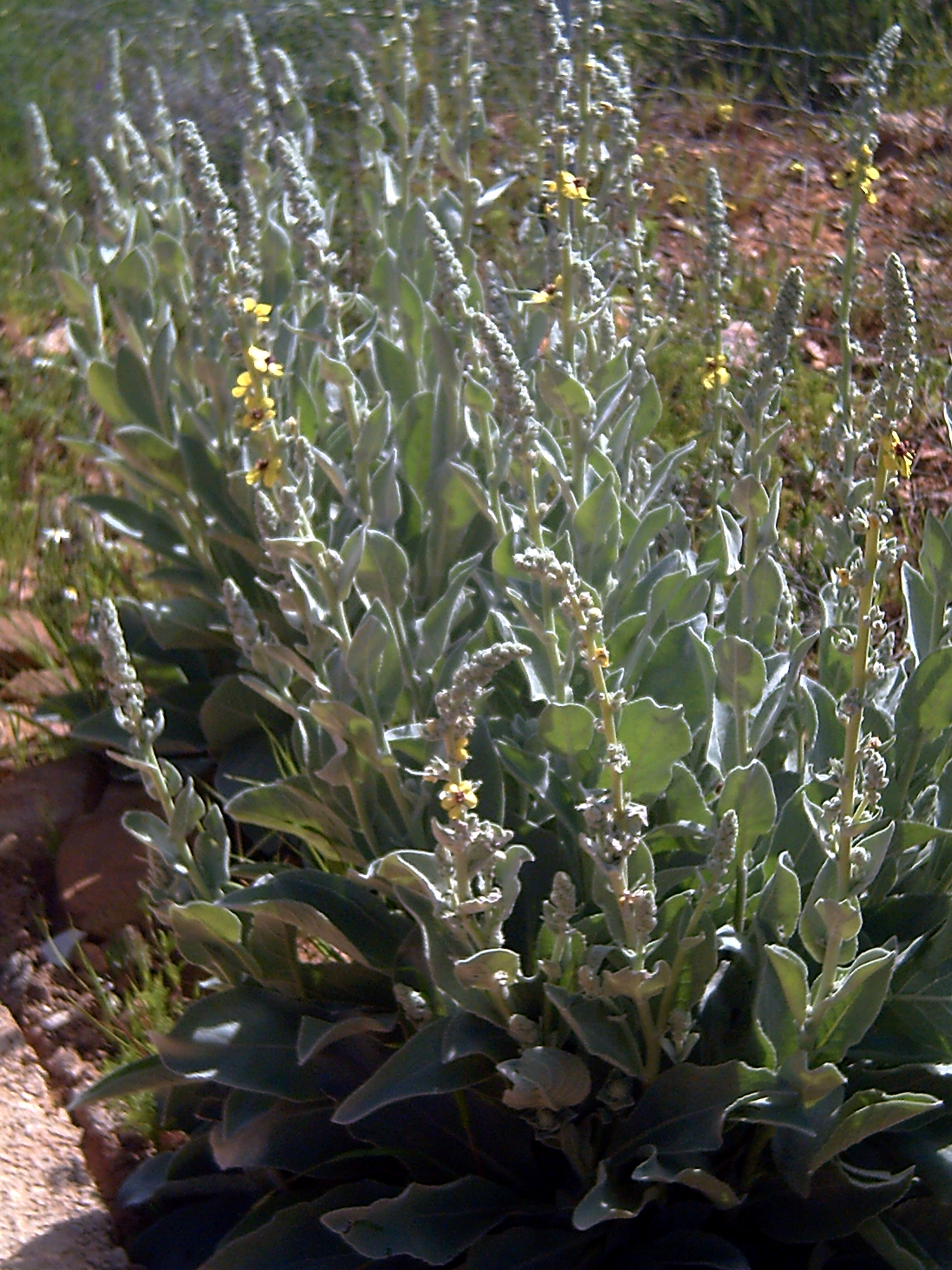
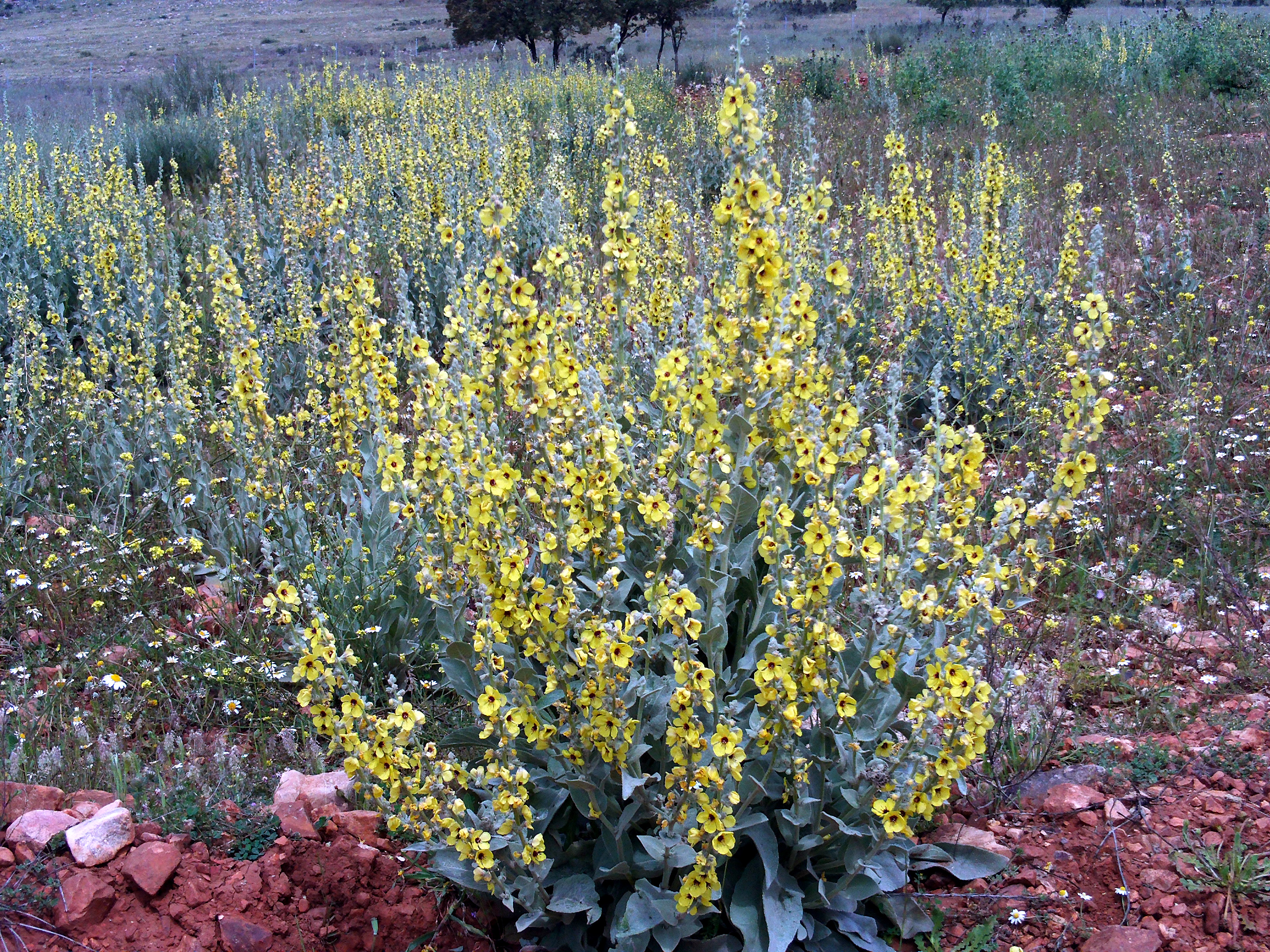
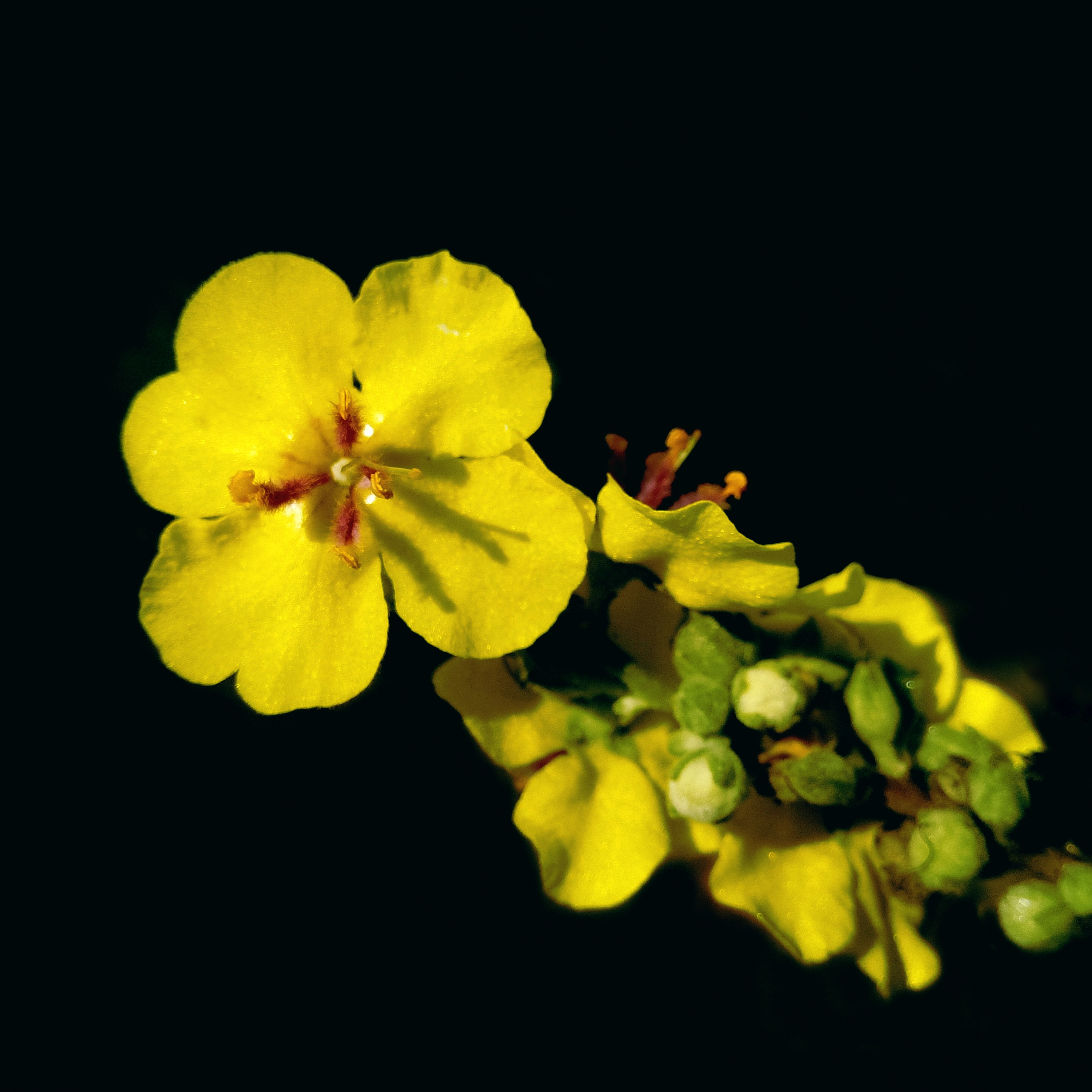